# Tennis de taula als Jocs Europeus de 2015
Les proves de Tennis Taula als Jocs Europeus de 2015 es disputaren del 13 al 19 de juny al Bakú Sports Hall. Se celebraran 4 proves diferents (2 per cada gènere). Els guanyadors de les proves individuals seran classificats pels Jocs Olímpics.

## Medallistes
| Event              | Or                                                        | Plata                                                      | Bronze                                                        |
| Individual masculí | Dimitrij Ovtcharov Alemanya                               | Vladimir Samsonov Belarús                                  | Lei Kou Ucraïna                                               |
| Equip masculí      | Portugal · Joao Geraldo · Tiago Apolonia · Marcos Freitas | França · Adrien Mattenet · Simon Gauzy · Emmanuel Lebesson | Àustria · Robert Gardos · Stefan Fegerl · Daniel Habesohn     |
| Individual femení  | Li Jiao Països Baixos                                     | Li Jie Països Baixos                                       | Melek Hu Turquia                                              |
| Equip femení       | Alemanya · Han Ying · Petrissa Solja · Shan Xiaona        | Països Baixos · Li Jie · Li Jiao · Britt Eerland           | Txèquia · Hana Matelová · Renata Štrbiková · Iveta Vacenovská |